# 斯坦科·洛家
斯坦科·洛家（Stanko Lorger，1931年11月14日—2014年4月25日），是一名斯洛文尼亚奥运跨栏运动员。他代表南斯拉夫参加1952年、1956年、1960年夏季奥运会。2014年4月25日，他因病去世，享壽82歲。